# Borghild Askeland

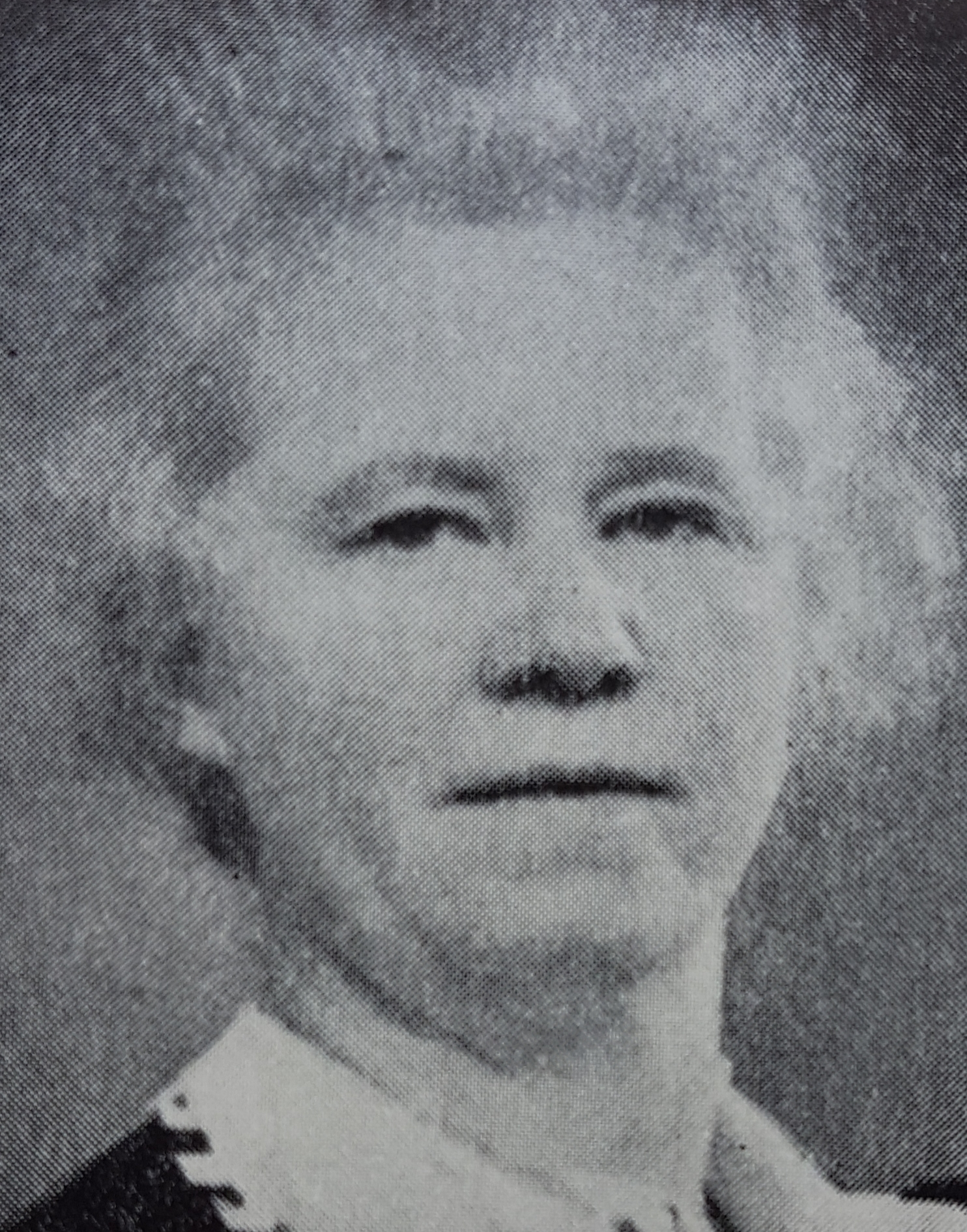
Borghild Askeland.

Borghild Askeland, född 10 juli 1896 i Kristiania (nuvarande Oslo), död där 7 november 1959, var en norsk målare och arkivarie.
Hon var dotter till slöjdkonsulenten Ole Askeland och Marie Stabell. Askeland studerade konst för Leon Aurdal och Finn Nielssen i Oslo samt genom självstudier under resor till bland annat Frankrike, Italien och Spanien. Hon medverkade i Statens Kunstutstilling 1948 och 1950–1960 och i Oslo Kunstforenings utställning i Oslo 1959 samt i Le Club International Féminin, IVème Exposition Internationale som visades på Musée d'Art Moderne de la Ville de Paris 1959. Separat ställde hon ut på bland annat Kunstnerforbundet i Oslo 1955 och i en utställning arrangerad av Bergens Kunstforening 1959. Vid sidan av sitt skapande arbetade hon som arkivarie vid Vinmonopolet 1927–1958. Hennes konst består av landskapsskildringar från Norge, Italien och Spanien samt porträtt. Askeland är representerad vid bland annat Riksgalleriet och Oslo kommun.